# 乐山大佛
乐山大佛，全名嘉州凌云寺大弥勒石像，别称凌云大佛，位于中华人民共和国四川省乐山市市中区的岷江、青衣江、大渡河三江交汇之处，是世界上高度最高的石佛像。乐山大佛开凿于唐代开元元年（713年），完成于贞元十九年（803年），先后历经3位负责人，历时约九十年。大佛整体开山而建，而髮髻等部分结构则为后期添加。大佛在建成时，外侧曾有木阁加以保护，但后来完全损毁。乐山大佛歷史上曾有过多次维修，在民国时期曾被杨森所属士兵在军事训练中部分击毁，但随后又由他人集资修复。中华人民共和国成立后，乐山大佛得到妥善保护和维修，1956年8月16日公佈為四川省第一批歷史及革命文物保護單位。1980年7月7日公佈為四川省重新公佈的第一批文物保護單位。1982年2月24日列为第二批全国重点文物保护单位。1996年12月6日，峨眉山—乐山大佛作为一项文化与自然双重遗产被联合国教科文组织列入世界遗产名录。

## 历史

乐山大佛旧照，摄于1915年到1925年间

乐山大佛，全名嘉州凌云寺大弥勒石像，位于岷江、青衣江、大渡河三江交汇之处的凌云山栖鸾峰，位于凌云寺的南侧，因其所在地而得名嘉州大佛、凌云大佛:13。乐山大佛的具体始建时间并没有明确的文献记载，仅记载了一个大致的唐代“开元初”，最早是由贵州僧人海通和尚主持修建的，修凿的佛像为弥勒佛，其目的是为了减弱该河流交汇处的水势:7-9。佛像开建后收到了人们大量的捐物捐资，当地的官员因此曾向海通和尚索贿，海通和尚拒绝，称“自目可剜，佛财难得”。前来索贿的官员仍然强行索贿，海通和尚便自挖一只眼睛，将这只眼睛放在盘子里递给该官员，该官员此后再无针对大佛的索贿行为。海通和尚去世后，大佛的修造一度停止。开元二十七年（739年），章仇兼琼担任剑南节度使，为重修大佛而捐出了20万钱的俸禄，大佛得以再次开工。天宝五载（746年）时，章仇兼琼调任户部尚书，大佛的修造再次停滞，这时的大佛仅修凿到膝盖位置，膝盖以下并未凿出。贞元元年（785年）时，韦皋担任西川节度使，大佛得以第三次开工，期间韦皋专门捐出50万钱俸禄作为资金。贞元十九年（803年），乐山大佛修造完成，整个工期前后历时约90年的时间。为此韦皋专门撰写了《嘉州凌云寺大弥勒石像记》，并将其刻在了大佛龛窟右侧的临江崖壁上。建成后的乐山大佛成为了世界上最高的大佛，同时也是世界上最大的弥勒佛坐像:14。
刚建好的乐山大佛属于凌云寺的内属佛像，其外表涂有颜料，镶嵌有宝石，部分地方还贴有金箔，大佛的外面还建有木阁加以保护。唐末和五代十国期间，大佛的相关维护工作并没有明确记载，到北宋初年，乐山大佛已经损毁，佛身长满青苔，外面的木阁也已塌毁。宋仁宗在位期间，大佛曾有一次大规模维修，外侧的木阁也重建。此后大佛的相关毁坏和重建的记载一直缺失，而其原有的所属寺庙凌云寺也曾多次毁于战火。1898年，乐山大佛的体表已经年久失修，外面覆盖了大量的青苔，木阁已完全损毁。1914年，凌云寺的僧人曾经对大佛进行维护。1925年时，大佛右眼的眼角出现一处非常大的矩形坑穴，鼻子和右耳已经全部缺失。对此，乐山当地的军阀陈洪范出资几千元维护大佛。由于缺乏有效的技术，在这次维护中，大量的乐山当地的红砂石被开成石条，直接做成面套覆盖在了大佛脸部，五官部分由于难于修复而直接采取了描画的方式，最后再用红砂将大佛的面部全部涂红，经过修缮的大佛面目全非。同年，杨森率军将陈洪范驱离乐山，杨森下属的部队随后将乐山大佛当做炮靶子进行军事训练，大佛修建完成不久的红面罩的左眼部分在这次训练中被打出一个大洞。这处大洞于1927年被当地的一位居士出资修复。1930年至1933年期间，乐山大佛再次大修。在这次大修当中，之前被加装的红面罩被敲掉，已经严重损毁的鼻子部分用搭建木质三脚架的方式修复。

## 结构
乐山大佛依山体而凿，露顶开龛，佛像为倚坐双手扶膝式的弥勒佛，总高71米，头宽10米、高14.7米，耳长7米、眼长3.3米、鼻长5.6米、嘴宽3.3米、颈长3米、肩宽24米、手部中指长24米，脚背宽9米、长11米，其中右耳和鼻子部分为后来的维修中用木质结构涂灰修补上去的。头上有1021个螺髻。大佛的佛身各部分比例匀称，整体严格按照佛教《造像量度经》上的记载和要求施工，形态端严、镇静，完全符合唐代造像的风格。
大佛胸部有一处封闭的藏脏洞，封门石是宋代重建天宁阁的纪事残碑，洞里面装着废铁、破旧铅皮、砖头等。在佛体上修凿有一套可以减轻山水冲蚀和风化作用的排水系统，其中在大佛头部共18层螺髻中，第4层、第9层和第18层各有一条横向排水沟，正胸向左侧也有水沟与右臂后侧水沟相连。两耳背后靠山崖处，有洞穴左右相通；胸部背侧两端各有一洞，但相互之间没有凿通。大佛的两侧山体上各凿有1尊身披盔甲、手执戈矛的护法天王像，每一尊高约16米，宽约6米。大佛的右侧修凿有栈道，可从佛像顶部直达抵达脚部。栈道的岩壁上现存2处佛龛，是大佛周边的数百处佛龛中保存最为完好的2座。栈道由上至下第一处折返的地方刻有一副《西方极乐图》，雕刻精细，内有亭台楼阁等造像:90。

## 开发与保护

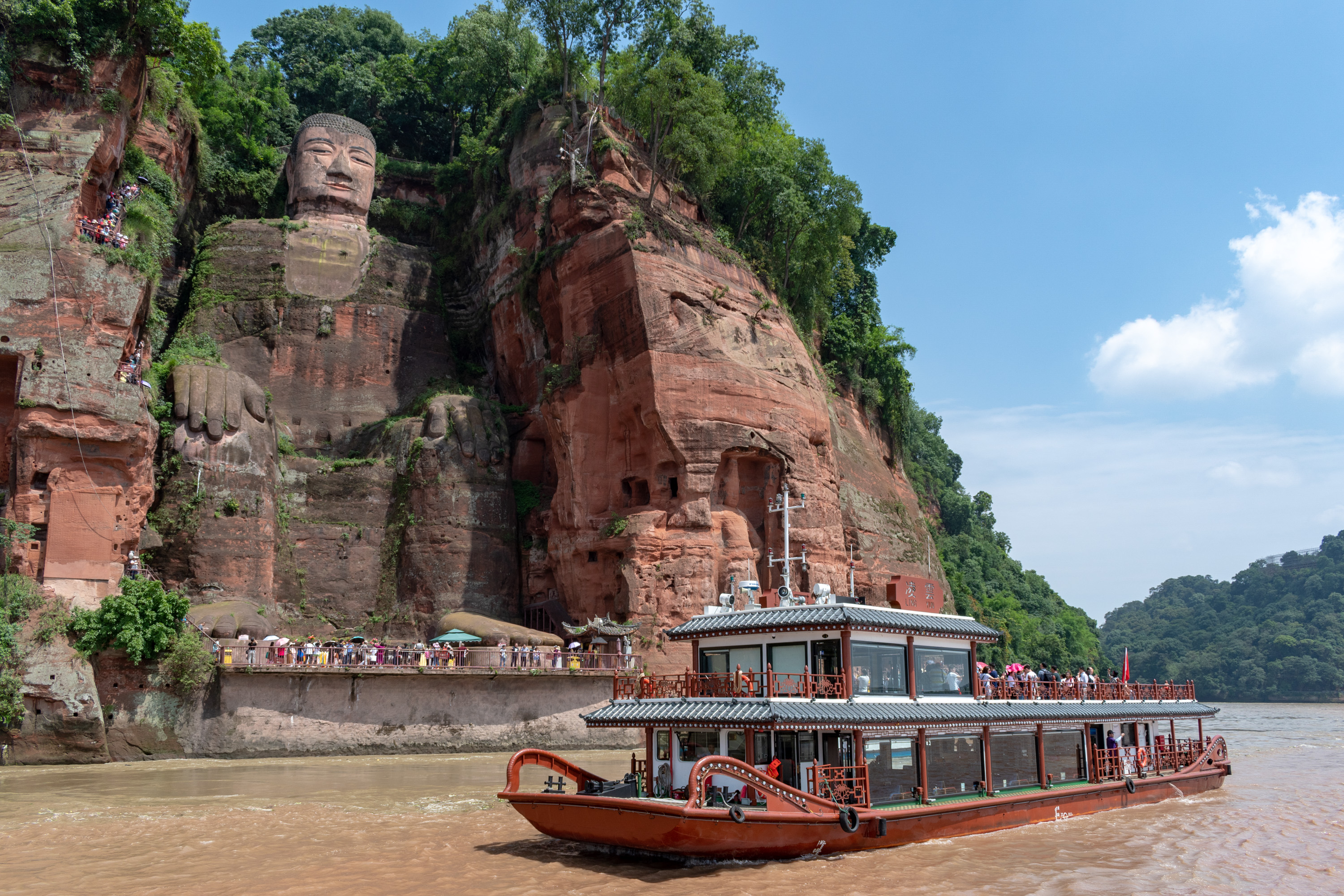
游客乘船游览乐山大佛

中华人民共和国成立后，1956年，乐山大佛被四川省人民委员会公布列为四川省文物保护单位。文革期間，樂山本地盛傳學生要炸大佛，據說是1966年8月份之事，不過因為山體堅固必須使用炸藥，紅衛兵尋找時被眾人阻止而作罷。1982年，乐山大佛被列为全国重点文物保护单位。1996年12月6日，联合国教科文组织世界遗产委员会将“峨眉山——乐山大佛”列入世界文化与自然遗产名录。1994年至1997年，与乐山大佛直接相关的“中国文物古迹游乐山国际旅游大佛节”举办了3届。1998年，乐山大佛景区管理委员会正式成立，该管委会的管控范围达17.88平方公里，其中有景点44处，乐山大佛即是其中之一。该管委会主要负责景区的保护、建设等工作。2006年时，灵宝塔被列为全国重点文物保护单位，并随即被归入乐山大佛当中。2008年，峨眉山-乐山大佛风景名胜区管委会正式成立，该管理委员会的主要任务是借峨眉山与乐山大佛的世界文化与自然遗产名录头衔来开发旅游资源。
1989年至1991年，中国文物研究所等七家单位对乐山大佛进行了整体勘察。在这次勘察中，考古人员发现大佛头部破损严重，发髻也有疏松的情况，佛身也出现了多处渗水，右手处残损严重:31-35。在1992年之前，乐山大佛上的杂草都由中国人民解放军的官兵负责清理。此后乐山大佛景区管理委员会的工人们接管了这项工程，并在不久之后已经可以每年给大佛全身除草2至3次。由于受风吹、水渍、江水冲击等影响，加上大佛又建在强度不高的红砂岩上，2002年3月24日，由世界银行提供贷款的乐山大佛维修一期工程正式开始，这次维护工程对大佛从头部到胸部进行了全面整修，此外还加固了岩壁上唐代石窟的两处危岩。这期维护工程于3月22日正式结束。2002年6月23日，乐山大佛维护二期工程启动，在这期工程中，工作人员对佛脚处的岩石进行维护和加固，并对江下岩体被掏蚀部分进行修补。另外，还将从江底修筑一个贴坡的仿岩防水墙，以阻挡江水对岩体的直接冲刷，并整体加固佛脚基础，同时该防水墙也是拓展大佛平台的一个结构支撑。当年9月2日，乐山大佛1200岁生日暨二期工程竣工剪彩仪式正式举行，第四届大佛节也随即举办。此项工作完成以后，佛脚平台扩大近160平方米。这两期工程共计耗资2亿5千万元人民币。2013年10月30日至11月3日，乐山市政府举办了第五届大佛节，并借此对外扩大乐山大佛的品牌影响力。
2014年11月，乐山大佛的保护范围被确定为“北至乐山大佛景区北门，西至凌云山临江摩崖造像、乐山大佛沿江山体外延30米边界处，南至下观音寺南侧山脚，东至灵宝塔停车场东缘、凌云寺藏经楼东侧陡坎、下观音寺东侧山脚连线”的区域，而建设控制范围则被确定为“北至城南旅游二号码头南端到岷江对岸观佛楼南侧连线，西至岷江西岸与凤洲岛东侧边界，南至拥翠楼与祝融峰和兑悦峰山脚连线，东至城南干道西侧、乐山大佛景区东门、就日峰西侧山脚连线”的区域。2015年1月14日，乐山市发生里氏5.0级地震，经过当地文物部门排查后，地震并没有对乐山大佛造成任何破坏性影响。
2018年10月18日，由于乐山大佛本体出现风化渗水、胸腹部气鼓崩裂、危岩体发育等严重病害，乐山大佛景区管委会发布消息称：“乐山大佛胸腹部开裂残损区域抢救性保护前期研究及勘测工作”正式启动。2019年4月，为期180天左右的勘测和修复工作结束，景区中的九曲栈道和佛脚观光平台重新开放。
2023年6月，四川乐山风景区管委会被曝以十七亿元出售乐山大佛三十年经营权。景区管理委员会告訴封面新聞記者，乐山大佛的经营权早在几年前就已出售。

## 流行文化
- 《神秘的大佛》（1980年電影）
- 《風雲：雄霸天下》（1998年電影）
- 《風雲》（2002年電視劇）
- 《風雲2》（2009年電影）
- 《壞壞萌雪怪》（2019年電影）